# Prêmio John Stewart Bell
O Prêmio John Stewart Bell (em inglês:  John Stewart Bell Prize) é concedido desde 2009 bianualmente pela Universidade de Toronto (Centre for Quantum Information and Quantum Control - CQIQC) por realizações sobre os fundamentos da mecânica quântica. É denominado em memória de John Stewart Bell, autor do teorema de Bell.

## Recipientes
- 2009 Nicolas Gisin[1]
- 2011 Sandu Popescu[2]
- 2013 Robert J. Schoelkopf, Michel Devoret[3]
- 2015 Rainer Blatt[4]
- 2017 Ronald Hanson, Sae Woo Nam, Anton Zeilinger[5]
- 2019 Peter Zoller, Juan Ignacio Cirac Sasturain[6]